# Aleksander Kwaśniewski

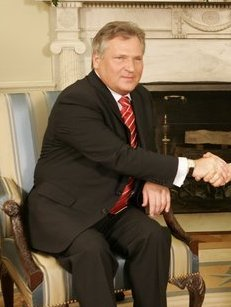
Aleksander Kwaśniewski

Aleksander Kwaśniewski (uitspraakⓘ) (Białogard, 15 november 1954) was president van Polen tussen 1995 en 2005. 
Van 1990 tot 1995 was hij voorzitter van de mede door hem opgerichte sociaaldemocratische partij SdRP, die zich aansloot bij de SLD in 1991. In 1995 won hij de presidentsverkiezingen van de zittende president en voormalig vakbondsleider Lech Wałęsa en op 23 december werd hij benoemd tot president. 
Kwaśniewski bracht Polen in de NAVO (1998) en de Europese Unie. Hij wordt beschouwd als loyale vriend van George W. Bush. Tijdens het conflict met de verkiezingsuitslag in Oekraïne kwam hij bemiddelen met de kandidaten voor het presidentschap.
Hij werd genoemd als kandidaat-opvolger van Kofi Annan als VN secretaris-generaal. Dit werd echter de Zuid-Koreaan Ban Ki-moon.
In 1995 stemden 51,7% van de kiezers in de tweede kiesronde voor hem, in 2000 53,9% in de eerste ronde. Deze cijfers verduidelijken, dat hij over de grenzen van zijn partij heen grote populariteit heeft verworven. Beter dan zijn voorganger Wałęsa heeft hij zich gehouden aan de beperkingen van het presidentsambt, hoewel hij een aantal eigen, presidentiële ministeries in het leven riep.
- Gemeinsame Normdatei: 119558009
- International Standard Name Identifier: 0000 0000 7863 5154
- Library of Congress Control Number: n97006719
- Nationale Bibliotheek van Tsjechië: jn20030314001
- Nationale Bibliotheek van Israël: 987007281500005171
- Nationale Bibliotheek van Polen: a0000001183123
- Nationale en Universitaire bibliotheek Zagreb: 000568428
- Réseau des bibliothèques de Suisse occidentale: 02-A011495100
- Système universitaire de documentation: 080022782
- Virtual International Authority File: 79430209
- WorldCat: E39PBJf4cGbJHVG9WvWQxBCmh3